# Shengze Zhu
Shengze Zhu (* 1987 in Wuhan) ist eine chinesische Kunstschaffende und Filmemacherin.

## Leben
Shengze Zhu wurde 1987 in Wuhan geboren. Sie ist als Filmemacherin und Produzentin tätig und lebt in Chicago. Gemeinsam mit dem bildenden Künstler und Filmregisseur Zhengfan Yang gründete sie Burn The Film, eine Kollaboration, in der sie als dynamisches Duo arbeiten.
Ihr Film A River Runs, Turns, Erases, Replaces wurde im März 2021 beim Dokumentarfilmfestival Cinéma du Réel vorgestellt. Im Juni 2021 wird er bei den Internationalen Filmfestspielen Berlin gezeigt.

## Filmografie
- 2014: Out of Focus (虚焦 / Xu jiao)
- 2016: Another Year (⼜⼀年 / You yi nian)
- 2019: Present.Perfect (完美现在时 / Wan mei xian zai shi)
- 2021: A River Runs, Turns, Erases, Replaces

## Auszeichnungen (Auswahl)
Cinéma du Réel
- 2014: Nominierung für den Joris Ivens Award (Out of Focus)

Rotterdam International Film Festival
- 2019: Auszeichnung mit dem Tiger Award (Present.Perfect)